# Harlow Curtice
Harlow Herbert Curtice (ur. 15 sierpnia 1893 w Petrieville, Michigan, zm. 3 listopada 1962 we Flint, Michigan) – Amerykanin, który zarządzał General Motors (GM) w latach 1953–1958. Wybrany przez magazyn „Time” Człowiekiem Roku 1955.
Prace w GM rozpoczął w wieku 20 lat (w roku 1914). Po 35 latach został wicedyrektorem, a 6 lat później, w 1953, głównym dyrektorem GM po tym, jak poprzedni dyrektor Charles Wilson został Ministrem Obrony USA. Pod zarządem Curtice'a GM stało się niezmiernie dochodowym przedsiębiorstwem. Zostało pierwszą korporacją, której roczny zysk wyniósł 1 miliard dolarów amerykańskich (obecnie równowartość ok. 12 miliardów).
W 1958 Curtice przeszedł na emeryturę. Rok później, podczas wycieczki do Kanady, polując na kaczki przypadkowo śmiertelnie postrzelił swego przyjaciela, emerytowanego wicedyrektora GM Harry'ego W. Andersona.
Sam Curtice zmarł w swoim domu w Flint w wieku 69 lat (1962). Zostawił żonę i trzy córki.